# Chalender Ladin

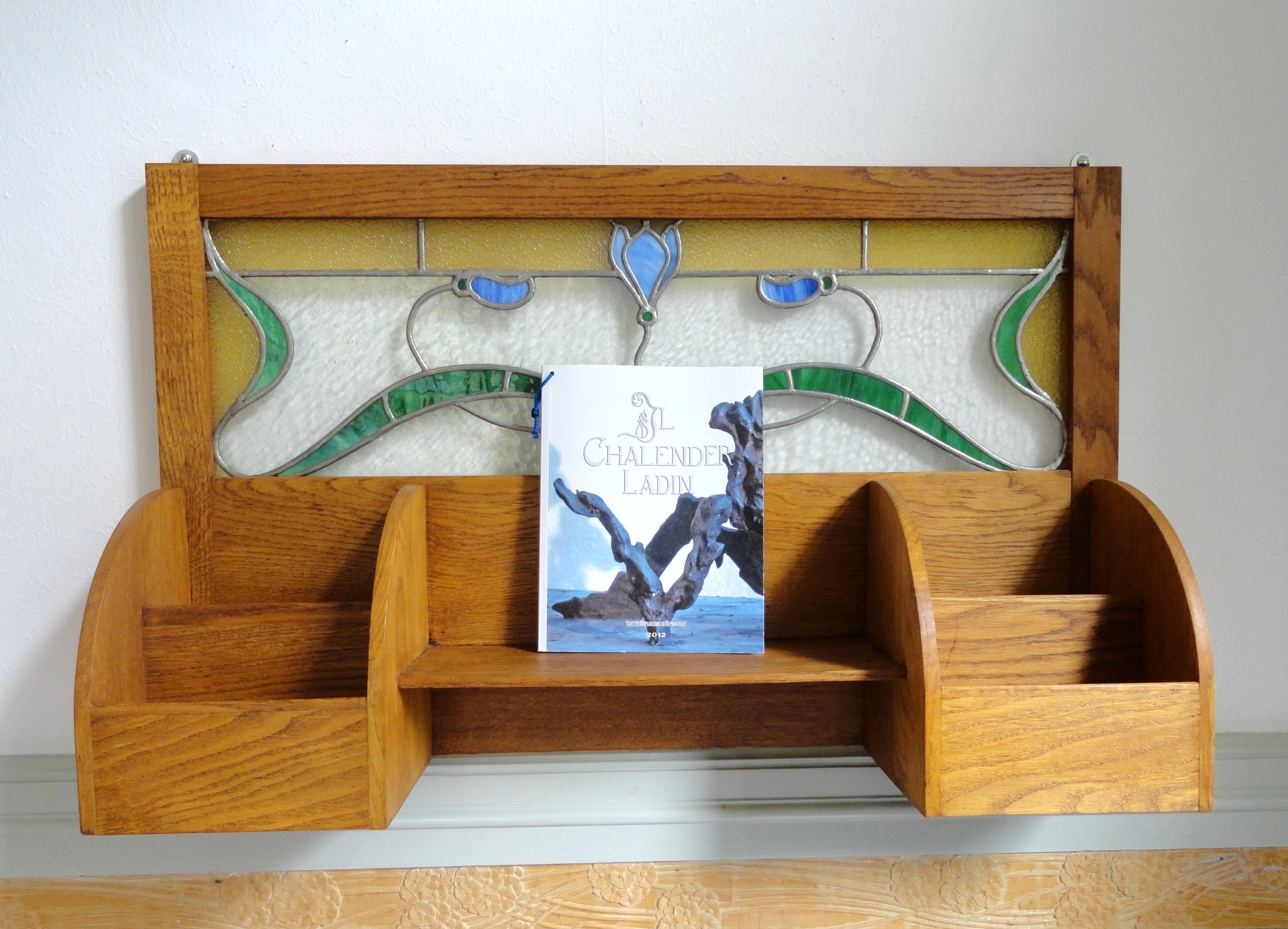
Als Lektüre im Kurhaus Bergün

Der Chalender Ladin ist ein Almanach im Kanton Graubünden, der seit 1911 im Auftrag der rätoromanischen Sprachorganisation Uniun dals Grischs als deren offizielles Publikationsorgan in den Idiomen Vallader und Puter erscheint.
Gegründet wurde er von dem Philologen und Sprachpolitiker Peider Lansel und dem reformierten Pfarrer Otto Gaudenz.
Im Untertitel führt der Chalender Ladin die Losung der Uniun dals Grischs: «Rumauntschs vulains rester» = «Romanen wollen wir bleiben».
Thematisch ist der Chalender Ladin weitgespannt und behandelt alle das Engadin, das Münstertal und Bergün/Bravuogn betreffenden kultur- und naturhistorischen Felder, enthält zudem Poesie, Sprichwörter und Volksweisheiten, ein Kalendarium und ein Verzeichnis der Behörden.
Der themenverwandte Bündner Kalender war bei der Gründung ein Vorbild, ist aber sprachpolitisch nicht engagiert. 